# DRTS
O DRTS (acrônimo de Data Relay & Tracking Satellite), também conhecido por Kodama e anteriormente designado de DRTS W, é um satélite de comunicação geoestacionário experimental japonês construído pela Mitsubishi Electric (MELCO), ele está localizado na posição orbital de 90 graus de longitude leste (em órbita inclinada) e é operado pela Agência Japonesa de Exploração Aeroespacial (JAXA). O satélite foi baseado na plataforma DRTS bus e tinha uma expectativa de vida útil por 7 anos.

## Lançamento
O satélite foi lançado com sucesso ao espaço no dia 10 de setembro de 2002, às 08:20 UTC, por meio de um veículo H-2A-2024 a partir do Centro Espacial de Tanegashima, no Japão, juntamente com o satélite USERS. Ele tinha uma massa de lançamento de 2800 kg.